# Matilla de Arzón
Matilla de Arzón település Spanyolországban,  Zamora tartományban. Matilla de Arzón San Cristóbal de Entreviñas, Villabrázaro, La Torre del Valle, Pobladura del Valle, San Adrián del Valle, Pozuelo del Páramo, La Antigua, Villaquejida, Cimanes de la Vega, Roales de Campos, San Miguel del Valle, Valdescorriel és Valderas községekkel határos. Lakosainak száma 157 fő (2024).

## Népesség
A település népessége az utóbbi években az alábbiak szerint változott:
| Lakosok száma | 264  | 246  | 218  | 211  | 193  | 187  | 170  | 169  | 163  | 157  |
|               | 2001 | 2004 | 2007 | 2009 | 2012 | 2014 | 2017 | 2019 | 2022 | 2024 |